# Herman Portocarero
Herman Portocarero (Sint-Katelijne-Waver, 6 januari 1952) is een Belgische schrijver en diplomaat.

## Diplomaat
Na zijn studies rechten aan de Ufsia werkte Herman Portocarero als stagiair-advocaat aan de Antwerpse balie.
In 1978 ging hij in Parijs bij de UNESCO aan de slag maar amper een jaar later vervoegde de polyglot het Belgische diplomatieke korps in Addis Abeba, Ethiopië.
Na een tweede diplomatieke missie (Jamaica) was hij van 1985 tot 1989 eerste secretaris van de Belgische delegatie bij de Verenigde Naties in New York, een instelling die hij opnieuw zou vervoegen in de periode 1992-1995. Herman Portocarero staat aan de basis van het verdrag tegen het gebruik van anti-persoonsmijnen.
In 1988 en de twee daaropvolgende jaren onderbrak hij zijn diplomatieke loopbaan voor respectievelijk een sabbatsjaar in Andalusië en een adviseursrol voor Artsen Zonder Grenzen in Soedan en Nicaragua.
Terug in Brussel was hij van 1990 tot 1992 actief in de Dienst Verenigde Naties van de Federale Overheidsdienst Buitenlandse Zaken (FOD).
In 1995, na een tweede ambtstermijn bij de VN, werd hij tot ambassadeur in Cuba benoemd. Toen zijn mandaat in Cuba ten einde was, keerde hij in 2000 terug naar de Dienst Verenigde Naties van de FOD, waar hij tot 2003 bleef.
Daarna vervulde hij de functie van consul-generaal in Atlanta, tot oktober 2004, en vervolgens was hij ambassadeur in Kingston, Jamaica. Zijn rechtsgebied omvatte de volledige Engelstalige Caraïbische landen, alsook Haïti en de Dominicaanse Republiek.
In 2008 werd hij consul-generaal in New York waar hij vooral actief was als lobbyist en fondsenwerver, vooral voor belangrijke Belgische artistieke activiteiten in New York en elders in de Verenigde Staten.
In 2012 verliet hij de Belgische diplomatieke dienst en vervoegde de nieuw opgerichte European External Action Service, de diplomatieke dienst van de Europese Unie. Op grond van zijn ervaringen in Cuba en de Caraïbische landen, alsook in multilaterale VN-diplomatie, werd hij in juli 2012 benoemd tot Europees ambassadeur in Cuba. Hij had zijn hoofdzetel in Havana en beheerde een geheel van activiteiten betreffende politiek, handel, investeringen en ontwikkelingssamenwerking.
In 2017 sloeg het uur van de pensionering.

## Schrijver
In 1978 debuteerde Herman Portocarero in het Frans met de roman La Combine de Karachi. Zijn Nederlandstalige debuut, Het Anagram van de Wereld, verscheen zes jaar later bij uitgeverij Manteau. Nauwelijks een jaar later verscheen Door de Naamloze Vlakte. Met De Voornamen van de Maan sloot hij een drieluik af dat gekenmerkt wordt door postmodernistische en structuralistische invloeden.
In 1987 verschijnt Portocarero's magnum opus, De Eeuw die Beiroet heet, een complexe roman die een subjectieve wereldgeschiedenis beschrijft.
Na eerder in het Nieuw Wereldtijdschrift te zijn gepubliceerd, verschijnt in 1988 de novelle Later Dan de Nacht in boekvorm.
Grenzen Genezen is het relaas van de periode waarin hij adviseur was voor Artsen Zonder Grenzen. De opbrengst van dit boek schonk hij aan deze organisatie.
Dit essay wordt gevolgd door een ander, Geo-Graffiti.
Door creatieve meningsverschillen verscheen de meertalige roman Domino niet bij uitgeverij Manteau maar bij Van Halewyck. Deze uitgeverij publiceerde ook Tijgers Teken: een uitgave waarvoor Herman het verhaal en zoon Joaquin de illustraties verzorgde. Vlak na zijn terugkeer uit Cuba bracht de inmiddels tot ambassadeur benoemde Herman Portocarero Cubaanse Nachten: Onmiddellijke memoires uit.
Voor de detective New Yorkse Nachten ontving hij in 2006 de Hercule Poirotprijs.
Herman Portocarero is bedreven in uiteenlopende artistieke disciplines: naast tekenen en het schrijven van filmscenario’s wijdt hij zich ook aan muziek.
In 2017 nam hij deel aan de documentairereeks kinderen van de collaboratie voor de VRT, gewijd aan de kinderen van collaborateurs tijdens de Tweede Wereldoorlog, waarin hij openhartig de houding van zijn extreemrechtsgezinde vader, voor, tijdens en na de oorlog besprak.